# Baie du Lazaret
La baie du Lazaret est une baie de France située dans le Var, dans la rade de Toulon, entre la Seyne-sur-Mer à l'est et au sud et Saint-Mandrier-sur-Mer à l'est. Elle était autrefois ouverte sur la pleine mer au sud entre le massif du Cap-Sicié et l'ancienne île de Céret jusqu'à la formation de l'isthme des Sablettes entre 1620 et 1657. Elle tire son nom du lazaret qui occupait une partie de son littoral sud-est à l'entrée de la presqu'île de Saint-Mandrier. Des bouchots occupent une partie de la baie. Le quartier des Sablettes, l'institut de biologie marine Michel-Pacha, la Villa Tamaris ou encore le fort de Balaguier se situent sur son littoral.

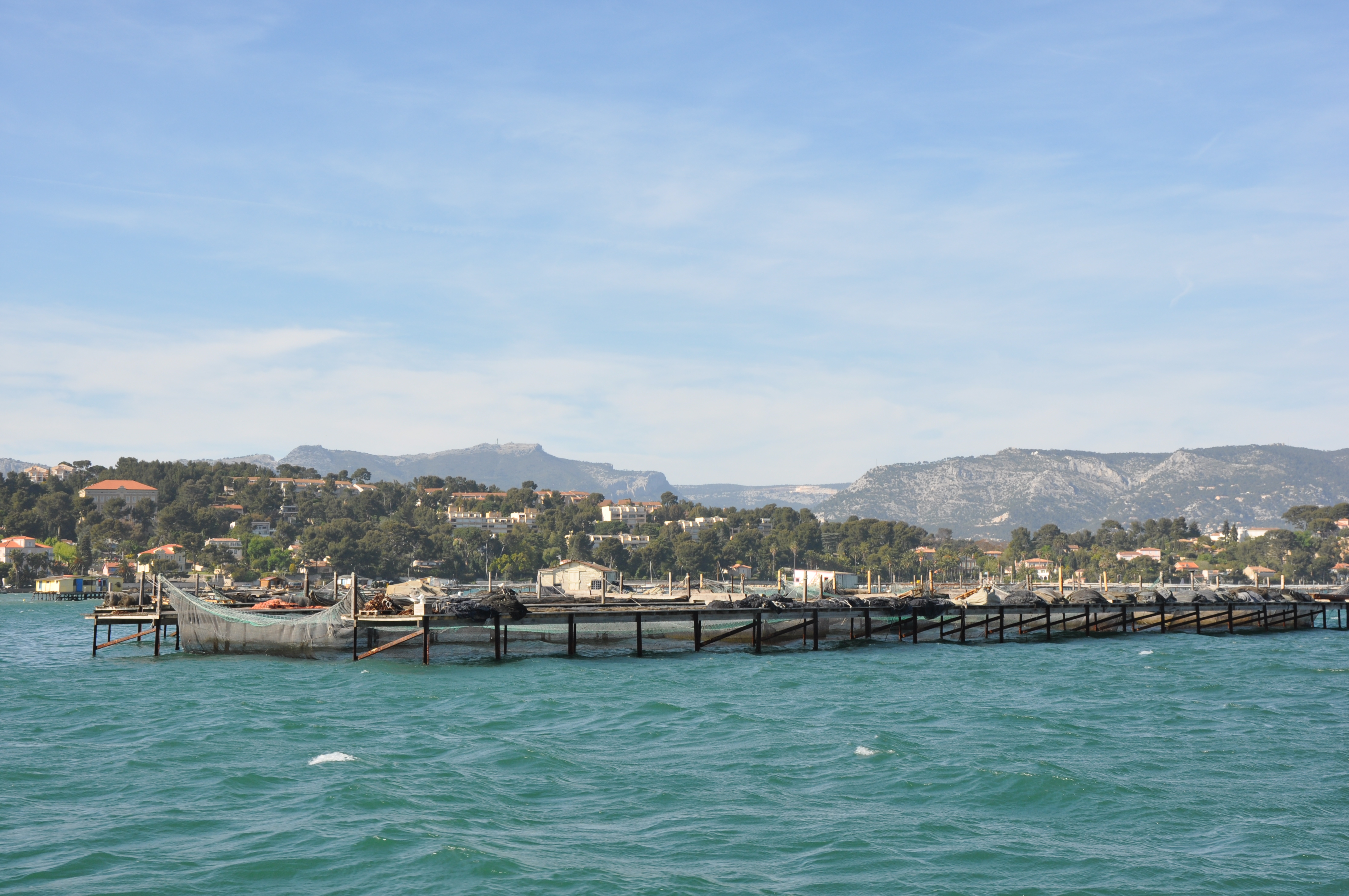
Bouchots dans la baie du Lazaret.